# Forçage génétique
Le forçage génétique (gene drive en anglais) ou guidage génétique, est une technique du génie génétique qui permet à un gène d'être transmis avec quasi-certitude par reproduction sexuée. Cette technique, apparue au début du XXIe siècle, utilise la technique CRISPR/cas9. Le forçage génétique permet de favoriser l'héritage d'un gène particulier et d'augmenter sa prévalence dans une population.
Le forçage génétique peut - en théorie - être utilisé pour la prévention de la propagation d'insectes porteurs de maladies (en particulier les moustiques transmettant le paludisme, la dengue ou l'infection à virus Zika), pour contrôler les espèces envahissantes ou pour éliminer la résistance aux herbicides ou aux pesticides de certaines espèces,,. La technique peut être utilisée pour ajouter, interrompre ou modifier des gènes d’une population entière de manière à provoquer une réduction drastique de cette population en réduisant ses capacités de reproduction. Le forçage génétique fonctionne uniquement pour les espèces ayant une reproduction sexuelle active, elles ne peuvent pas être employées pour modifier des populations de virus ou de bactéries. Ces exemples restent à l'heure actuelle des promesses.
Plusieurs mécanismes moléculaires peuvent servir au forçage génétique. Le forçage génétique peut apparaître naturellement lorsque des mécanismes moléculaires augmentent les chances à plus de 50 % qui constituent la probabilité normale d’un allèle d’être transmis. Des modules génétiques synthétiques ayant des propriétés similaires ont été développés en laboratoire comme une technique d'édition de génomes de populations. Le forçage génétique par endonucléase est le mécanisme synthétique connu le plus polyvalent et le plus activement en développement en 2017.
Parce que le forçage génétique constitue un moyen d’altérer artificiellement l'héritage de certains gènes, cette technique constitue une étape majeure dans le monde de la biotechnologie. L'impact potentiel de la libération des mécanismes de forçage génétique dans la nature soulève des préoccupations bioéthiques majeures concernant leur développement possible et la gestion qui devra en être faite. 
En décembre 2020, plus de 150 ONG internationales demandent "un moratoire sur le forçage génétique".

## Historique
Austin Burt, un généticien en évolution de l'Imperial College de Londres, a proposé la possibilité de construire des moteurs génétiques basés sur des gènes naturels « égoïstes » utilisant l'endonucléase dès 2003. Les chercheurs avaient déjà montré que ces gènes « égoïstes » pouvaient se propager rapidement à travers des générations successives. Burt a suggéré que le forçage génétique pourrait être utilisé pour empêcher une population de moustiques de transmettre le parasite du paludisme ou annihiler complètement une population de moustiques donnée. Les premières tentatives de forçage génétique basé sur des endonucléases ont été réalisées en laboratoire avec des populations transgéniques de moustiques et de mouches à vinaigre,.
En août 2016, la Food and Drug Administration (FDA) des États-Unis a publié  une « conclusion d'absence d'impact important » (FONSI) pour le plan de l’entreprise de biotechnologie Oxitec visant à libérer des Aedes aegypti (moustiques) génétiquement modifiés en Floride. Ce plan vise en empêcher la propagation de maladies transmises par les moustiques, y compris l'infection à virus Zika. La modification génétique ajoute un gène qui tue la progéniture des moustiques avant qu'ils n’atteignent l'âge de la reproduction. Le premier lâchage d'insectes génétiquement modifiés en Floride a eu lieu en 2021.
La Fondation Bill et Melinda Gates a investi 75 millions de dollars dans la technologie du forçage génétique, via l'entreprise Oxitec. La fondation estimait à l'origine que la technologie serait prête pour une première utilisation sur le terrain d'ici 2029. Elle a aussi donné 1,6 million de dollars à Emerging A.G., un cabinet de lobby, pour éviter un moratoire international sur cette technique hautement controversée. Le moratoire est actuellement en discussion auprès de la Convention sur la diversité biologique. En 2020, 78 associations écologistes adressent une lettre ouverte à la commission européenne pour exiger un moratoire. 
Tata Trusts, un organisme de bienfaisance basé à Bombay a également investi plusieurs millions de dollars dans des projets de forçage génétique pour lutter contre la malaria notamment.
En décembre 2016, les gouvernements mondiaux ont rejeté les appels à un moratoire mondial des techniques de forçage génétique lors d'une réunion de la biodiversité des Nations Unies.
Le 19 juillet 2017, la DARPA a annoncé la mise en place d'un investissement de 65 millions de dollars dans les technologies d'édition de gènes. La majeure partie de l'argent sera investie dans les techniques de forçage génétique. La DARPA devient alors en 2017 avec cet investissement le plus grand bailleur de fonds du monde en recherche sur le forçage génétique. Le but de ces investissements étant notamment de développer des outils pour contrer la propagation hors de contrôle de gènes forcés. De telles méthodes pourraient inclure des produits chimiques pour bloquer l'édition des gènes ou des « lecteurs anti-gènes » pouvant inverser une modification génétique ou immuniser des organismes sauvages non altérés afin qu'ils soient résistants au forçage génétique. Finalement l'enveloppe du Darpa, une agence de l'armée américaine, s’élèverait à 100 millions de dollars.
Selon C. Noisette, l'objectif sous-jacent et non avoué de nombreux promoteurs du forçage génétique pourrait être d'abord agro-industriel ; le forçage génétique étant pour eux une nouvelle tentative de pallier les échecs des pesticides chimiques et des plantes transgéniques face au phénomène d'apparition de souches résistantes aux pesticides et aux plantes Bt. Par exemple une pyrale génétiquement modifiée par forçage génétique pourrait ne donner naissance qu'à des mâles jusqu'à ce que l'espèce disparaisse, mais y compris hors de la zone de diffusion de ce nouveau type d'OGM. De la même manière que l'invention du riz doré a servi à redorer l'image des OGM (pour mieux faire passer les monocultures transgéniques intensives et industrielles de coton, soja, maïs...).

## Mécanisme

Mécanisme moléculaire du forçage génétique.

Chez les espèces qui se reproduisent sexuellement, la plupart des gènes sont présents en deux exemplaires (sous forme d’allèles différents ou non). Chacune de ces copies a 50 % de chances d'être héritée. Pour qu'un allèle particulier se propage à travers une population importante, il doit apporter un avantage évolutif augmentant les chances des individus de se reproduire et de transmettre cette copie du gène. Cependant, certains allèles ont développé des mécanismes moléculaires qui leur confèrent une plus grande chance de transmission que les 50 % normalement observés. Cela leur permet de se propager à travers une population, même si cette copie du gène n’apporte pas d’avantage évolutif ou même si elle réduit la capacité de chaque organisme à se reproduire. En altérant de manière similaire l'hérédité de certains gènes, le forçage génétique de synthèse pourrait être utilisé pour répandre des altérations à travers des populations.

### Mécanismes moléculaires
Au niveau moléculaire, le forçage génétique par endonucléase fonctionne en coupant des chromosomes et en forçant la cellule à réparer les dommages causés en recopiant la séquence du gène du forçage sur le brin endommagé générant deux copies identiques sur les deux brins du chromosome. Cette technique est dérivée des techniques d'édition du génome et utilise le fait que les ruptures de double brin sont le plus souvent réparées par recombinaison homologue si le gène est présent sur chaque brin. La réparation se fait plus rarement par jonction d'extrémité non homologue auquel cas le forçage ne fonctionne pas. Dans le cas d’une recombinaison homologue, la cellule a alors deux copies du « gène forcé ». Pour atteindre cet objectif, les unités du gène d'endonucléase sont constituées de deux éléments imbriqués :
- Soit une homing endonucléase (en) soit une endonucléase guidée par ARN (par exemple Cas9 ou Cpf1) et son ARN guide, qui coupe la séquence cible dans des cellules receveuses
- La séquence utilisée par le mécanisme de réparation de l'ADN après coupure de la séquence cible. Pour obtenir la fonction auto-propagatrice du gène, cette séquence de réparation doit contenir au moins la séquence d'endonucléase. Du fait que la séquence à copier doit être utilisée pour réparer une cassure à double brin au niveau du site de coupe, ses extrémités sont homologues aux séquences qui sont adjacentes au site de coupe dans le génome hôte. En ciblant un gène exprimé, le forçage génétique entraîne son extinction. Des séquences supplémentaires peuvent être introduites dans le gène forcé pour coder de nouvelles fonctions.

En conséquence, l'insertion du « gène forcé » dans le génome va entraîner sa propagation automatique dans la descendance des individus. Chaque individu héritant  d'une copie du gène de type « sauvage » et du « gène forcé » ne transmettra que le « gène forcé ». Si le gène est déjà présent dans l'ovule (par exemple lorsqu'il est reçu d'un parent), tous les gamètes de l'individu porteront le gène (au lieu de 50 % dans le cas d'un gène normal).

### CRISPR / Cas9
CRISPR / Cas9 est une méthode de découpe de l'ADN qui a rendu le génie génétique plus rapide, plus facile et plus efficace. L'approche consiste à exprimer l'endonucléase Cas9 ARN-guidée avec un ARNs « guide » permettant de cibler une séquence particulière à modifier. Lorsque Cas9 coupe la séquence cible, la cellule répare souvent les dommages en remplaçant la séquence originale par de l'ADN homologue. En introduisant une séquence supplémentaire avec des extrémités homologues appropriées, Cas9 peut être utilisé pour supprimer, ajouter ou modifier des gènes avec une précision sans équivalent jusqu’en 2013. À partir de 2014, la méthode a été testée avec succès dans des cellules de 20 espèces, y compris les humains. Chez beaucoup de ces espèces, les modifications ont modifié leur lignée germinale, leur permettant d'être héritées.
Esvelt et ses collègues ont suggéré pour la première fois en 2014 que CRISPR / Cas9 pourrait être utilisé pour construire un forçage génétique à endonucléase. En 2015, des chercheurs ont développé et mis en œuvre avec succès une méthode de forçage génétique à l’aide de CRISPR chez Saccharomyces, Drosophila et chez des moustiques,. Les quatre études ont démontré une modification de l'héritage génétique extrêmement efficace au cours des générations successives.
En raison de la flexibilité de ciblage de CRISPR / Cas9, le forçage de gènes pourrait théoriquement être utilisé pour modifier presque n'importe quel trait. Contrairement aux conceptions antérieures, il  pourrait être adapté pour bloquer l'évolution de la résistance d'entraînement dans la population cible en ciblant plusieurs séquences dans des gènes appropriés. CRISPR / Cas9 pourrait également permettre une variété d'architectures de commande de gènes destinés à contrôler plutôt que  détruire des populations. Il semble également possible de réaliser un forçage génétique avec une autre endonucléase guidée par ARN telle que CRISPR / Cpf1.
En 2018, des chercheurs de l'Imperial College de Londres ont réussi, lors d'une expérience en laboratoire, à conduire à l’extinction, en 7 à 11 générations, une population de moustiques Anopheles gambiae transmettant la malaria. La modification avec CRISPR-Cas9 du gène "doublesex" qui détermine le sexe de l'insecte au cours de son développement a permis d'empêcher sa reproduction. Les chercheurs n'ont observé aucune résistance parmi la population étudiée en laboratoire.

### Diffusion dans la population
Puisqu'il ne peut jamais plus que doubler en fréquence à chaque génération, le forçage génétique introduit par un seul individu exige typiquement des dizaines de générations pour pouvoir affecter une fraction substantielle d'une population. Il est possible de produire et de libérer un grand nombre d’individus contenant le « gène forcé » pour affecter le reste de la population en quelques générations. Par exemple, en l'introduisant chez chaque millième d’individus, il ne faut que 12 à 15 générations pour que le gène soit présent chez tous les individus. La question de savoir si le gène forcé finira par se fixer dans une population et à quelle vitesse dépendra de son effet sur la condition physique des individus, sur le taux de conversion des allèles et sur la structure de la population. Dans une population bien mélangée et avec des fréquences de conversion d'allèles réalistes (≈90 %), la génétique des populations prédit que le gène forcé sera fixé pour un coefficient de sélection inférieur à 0,3. En d'autres termes, les impulsions génétiques peuvent être utilisées non seulement pour répandre des modifications génétiques bénéfiques, mais aussi nuisibles tant que le succès reproducteur n'est pas réduit de plus de 30 %. C'est un grand contraste avec les gènes normaux, qui ne peuvent se propager dans de grandes populations que si elles sont bénéfiques.

## Applications et limitations techniques

### Applications
Le forçage génétique peut être employé pour deux classes principales d'applications qui, bien que basées sur la même technologie, ont des implications significativement différentes :
- introduire une modification génétique dans des populations de laboratoire : une fois qu'une souche ou une ligne portant la variation génétique a été produite, elle peut être transmise à n'importe quelle autre lignée simplement par accouplement. Ici, le forçage génétique est utilisé pour atteindre beaucoup plus facilement une tâche qui pourrait être accomplie avec d'autres techniques. Elle nécessite un confinement renforcé des populations de laboratoire pour empêcher une libération accidentelle du gène dans la nature.
- introduire une modification génétique chez une population sauvage. Contrairement à la technique précédente, cette technique génétique constitue un développement majeur qui ouvre la porte à des modifications des populations sauvages auparavant inaccessibles. Ceci soulevant des questions éthiques majeures.

En raison du potentiel sans précédent du forçage génétique, des mécanismes de protection ont été proposés et testés.

### Limitations
Parce que le forçage génétique se propage en remplaçant les autres allèles « sauvages », son application est limitée aux espèces qui se reproduisent sexuellement (car elles sont diploïdes et les allèles sont mélangées à chaque génération). Comme effet secondaire, la consanguinité pourrait en principe être choisie comme un mécanisme d'échappement, mais l’ampleur dans laquelle cela peut se produire dans la pratique est difficilement évaluable.
En raison du nombre de générations requises pour que le forçage génétique d'un gène dans une population entière réussisse, la technique peut nécessiter moins d'une année pour certains invertébrés mais des siècles pour des organismes avec des intervalles plus longs avant l’atteinte de la maturité sexuelle, comme chez les humains. C'est pourquoi cette technologie est plus appropriée pour les espèces à cycle de reproduction court.

## Risques et enjeux éthiques
Parmi les problèmes identifiés par des chercheurs, philosophes ou éthiciens figurent :
- un manque de débat public et de réflexion éthique (et notamment en termes d'éthique environnementale), c'est notamment le point de vue Paul Thompson, un philosophe et éthicien américain qui s'est spécialisée dans l'étude des enjeux éthiques du forçage génétique ;
- L’apparition de mutations imprévues dans la séquence du gène forcé - Il est possible qu'une mutation se produise et qu’elle ait le potentiel de permettre à des traits indésirables de profiter du forçage pour se propager à son tour.
- Flux de gènes hors population : le forçage génétique pourrait potentiellement se déplacer au-delà de sa population cible.
- Impacts écologiques - Même lorsque l'impact direct des nouveaux traits sur une cible est compris, le forçage génétique pourrait avoir des effets secondaires imprévus sur l'environnement. En raison de la puissance potentielle du forçage génétique, il soulève des préoccupations en matière de bioéthique[29]. En décembre 2015, les scientifiques des grandes universités mondiales ont demandé un moratoire sur les modifications héréditaires du génome humain qui seraient répercutées dans les grossesses, y compris celles liées aux technologies CRISPR-Cas9[30], mais appuyaient la poursuite de la recherche fondamentale et l'édition de gènes qui n'auraient aucune incidence sur les générations futures[31]. En février 2016, des scientifiques britanniques ont été autorisés par les organismes de réglementation à modifier génétiquement des embryons humains en utilisant CRISPR-Cas9 et des techniques apparentées à condition que les embryons soient détruits dans un délai de sept jours[32],[33]. En juin 2016, les Académies nationales des sciences, de l'ingénierie et de la médecine des États-Unis ont publié un rapport de « recommandations pour une utilisation responsable » du forçage génétique[34].

## Applications hors laboratoire

### Espèces vecteurs de maladie
Une application possible du forçage génétique est de modifier génétiquement les moustiques et autres vecteurs de maladies de sorte qu'ils ne puissent plus transmettre des maladies comme le paludisme et la dengue. En juin 2014, le Programme spécial de recherche et de formation sur les maladies tropicales de l'Organisation mondiale de la santé (OMS) a publié des lignes directrices pour l'évaluation des moustiques génétiquement modifiés. En 2013, l'Autorité européenne de sécurité des aliments a publié un protocole d'évaluation environnementale de tous les organismes génétiquement modifiés. Les chercheurs estiment qu'en appliquant la nouvelle technique à seulement 1 % de la population sauvage de moustiques, ils pourraient éradiquer le paludisme dans la même année, cependant cette technologie qui ferait un copier coller du gène modifié à chaque génération n'est pas encore disponible.

### Espèces envahissantes
Le forçage génétique pourrait être utilisé pour éliminer les espèces envahissantes. L’idée a par exemple été proposée en Nouvelle-Zélande.

### Predator Free 2050
En juillet 2016, le premier ministre néo-zélandais a présenté le projet Predator Free 2050, un programme gouvernemental visant à éliminer complètement d'ici 2050, huit espèces envahissantes de mammifères  prédateurs (rats, belettes courtes et opossums). En janvier 2017, il a été annoncé que la technologie de forçage génétique serait utilisée dans le cadre de cet effort.
En 2017, deux groupes situés en Australie et au Texas ont publié des recherches préliminaires sur la création de « souris sans descendance », à l'aide du forçage génétique ce qui constitue une première chez les mammifères. Ces « souris sans descendance » sont considérées comme une percée et particulièrement utiles pour la Nouvelle-Zélande et d'autres îles confrontées aux mammifères envahissants. Ce projet fait partie de ceux financés par le Darpa (US Army).

### Afrique
Une équipe basée au Royaume-Uni espère commencer des tests sur le terrain contre les moustiques de l'espèce Anopheles gambiae, principal vecteur du paludisme en Afrique, dès 2024.